# 島根県道256号蟠竜湖高津線
島根県道256号蟠竜湖高津線（しまねけんどう256ごう ばんりゅうこたかつせん）は、島根県益田市を通る一般県道である。

## 概要
益田市高津4丁目から益田市高津1丁目に至る。

### 路線データ
- 起点：益田市高津4丁目（蟠竜湖付近、島根県道255号蟠竜湖線起点）
- 終点：益田市高津1丁目（島根県道・山口県道14号益田阿武線交点）

## 歴史
- 1972年（昭和47年）8月1日 - 島根県告示第595号により認定される[1]。

## 地理

### 通過する自治体
- 益田市

### 交差する道路
| 交差する道路                     | 交差する場所 | 交差する場所 |
| -------------------------------- | ------------ | ------------ |
| 島根県道255号蟠竜湖線            | 高津4丁目    | 起点         |
| 国道9号 / 益田道路               | 高津3丁目    | [ 注釈 1 ]   |
| 島根県道・山口県道14号益田阿武線 | 高津1丁目    | 終点         |

### 沿線
- 石見空港（萩・石見空港：起点付近）
- 蟠竜湖
- 万葉公園
- 島根県立益田産業高等学校
- 高津柿本神社
- 益田市立高津小学校